# Hitomi Tokuhisa
Hitomi Tokuhisa –en japonés, 徳久 瞳, Tokuhisa Hitomi– (15 de junio de 1982) es una deportista japonesa que compitió en judo. Ganó una medalla de plata en el Campeonato Asiático de Judo de 2009 en la categoría de –57 kg.

## Palmarés internacional
| Campeonato Asiático | Campeonato Asiático | Campeonato Asiático | Campeonato Asiático |
| Año                 | Lugar               | Medalla             | Categoría           |
| ------------------- | ------------------- | ------------------- | ------------------- |
| 2009                | Taipéi (Taiwán)     | Medalla de plata    | –57 kg              |